# Міська молодіжна літературно-мистецька премія імені М. С. Вінграновського
Міська молодіжна літературно-мистецька премія імені М. С.  Вінграновського — літературно-мистецька премія, заснована 1993 року у Білій Церкві. Присуджується з метою всебічного сприяння розвитку обдарованої молоді, формування творчої особистості, створення умов для її самореалізації. Претендентами на отримання премії можуть стати молоді діячі й молодіжні колективи сфери літератури і мистецтва, діяльність яких пов'язана з Білою Церквою.

## Заснування премії
- Міська молодіжна літературно-мистецька премія була заснована управлінням у справах молоді та спорту міськвиконкому м. Біла Церква у 1993 році.
- В 2005 році премії був наданий статус «Міської молодіжної літературно-мистецької премії імені М. С. Вінграновського».

## Порядок висунення осіб на здобуття премії
- лауреатами премії можуть стати творчі працівники в галузі літератури та мистецтва віком від 15 до 35 років, творчі колективи, учасники яких мають відповідний вимогам вік, які живуть і творять у Білій Церкві або жителі інших регіонів, які виявили значні творчі успіхи, ведуть активну громадську роботу в місті з духовного збагачення молодого покоління;
- премія присуджується за творчі здобутки або твори, надруковані або оприлюднені в інший спосіб упродовж року присудження премії, і які стали значною подією в культурному та мистецькому житті Білої Церкви;
- висунення кандидатів на присудження премії здійснюється творчими спілками, громадськими організаціями та трудовими колективами або шляхом самовисунення;
- матеріали з відображенням основних досягнень претендентів подаються до 1-го листопада поточного року

## Присудження премії
- Визначає лауреатів Комісія з присудження премії, яка оголошує своє рішення до 1 січня наступного року.
- При необхідності документи, які подали кандидати на здобуття Премії, можуть бути передані комісією на експертизу фахівцям, висновки яких носять дорадчі функції.
- Комісія приймає рішення таємним голосуванням простою більшістю голосів від числа присутніх членів, при наявності більше половини її складу.
- Колективам і особам, які стали лауреатами, повторно Премія не присуджується.
- Кількість Премій — 2[1].

## Вручення премії
- Лауреатам Премії в урочистій обстановці вручається грошова премія в розмірі 3/4 від міської літературно-мистецької премії ім. І. С. Нечуя-Левицького, а також диплом (посвідчення) Лауреата міської молодіжної літературно-мистецької премії імені М. С. Вінграновського і відзнаку (пам'ятний знак).

## Лауреати премії
- 1993 — Ганенко-Житовоз Тамара Василівна, поетеса; Терещенко Людмила Іванівна, член Спілки народних майстрів України, керівник дитячої студії «Дріада»;
- 1994 — Євтушенко Віктор Арсенійович, поет-гуморист; Рижков Микола Олексійович, актор театру ім. П. К. Саксаганського; Орлова Тетяна Миколаївна, солістка Будинку органної та камерної музики;
- 1995 — Ансамбль народної музики «Барвисті візерунки» Білоцерківської музичної школи № 3 (кер. Павлова Н. О.); Яценко Оксана Петрівна, педагог Білоцерківської музичної школи № 3, керівник ансамблю «Барвінок»; Народна капела бандуристок «Україночка» Білоцерківської школи мистецтв № 5 (кер. Томащук С. О., Долечек Р. В.);
- 1996 — Зразковий ансамбль танцю «Щасливе дитинство» Палацу культури ВО «Білоцерківшина» (кер. Тараненко О. А., заслужений працівник культури Україна); Народний самодіяльний драматичний театр Білоцерківського державного аграрного університету (кер. Лясота В. П.); Жарко Олександр Анатолійович, член Спілки художників України, заслужений художник України;
- 1997 — Камерне тріо «Контрасти» Білоцерківської музичної школи № 3 (кер. Павлова Г. А.); Лавренішин Анатолій В'ячеславович, художник-графік;
- 1998 — Народний духовий оркестр Білоцерківського державного аграрного університету (кер. В. А. Найдьонов, заслужений працівник культури України); Зразковий ансамбль сучасного бального танцю «Вояж» Будинку художньої творчості (кер. Ситнікова І. Л.); Камерний ансамбль викладачів Білоцерківської школи мистецтв № 4 (кер. Вишнепольський О. Й., Дзюман С. М.);
- 1999 — Зразковий цирковий колектив «Супутник» цирку Палацу культури ВАТ «Росава» (кер. Г. І. Бандур, А. Г. Бандур); Зразковий хор «Співаночка» Білоцерківської школи мистецтв № 1 (кер. Павленко Т. П., заслужений діяч мистецтв України); Народний студентський театр естрадних мініатюр Білоцерківського державного аграрного університету (кер. Кисліцин А. П, член Спілки письменників України);
- 2000 — Педагогічний вокальний ансамбль «Оріяна» Білоцерківської музичної школи мистецтв № 3 (кер. Котова І. А.); Команда КВН «БІСТ» Білоцерківського медичного училища (кер. Лендрик М. І.);
- 2001 — Чернецький Євген Анатолійович, завідувач сектором інформаційно-краєзнавчої роботи Білоцерківської централізованої бібліотечної системи, голова Білоцерківського відділення Українського товариства охорони пам'яток історії та культури; Зразковий хор «Веснянка» Білоцерківської музичної школи-ліцею (кер. Ратушнюк С. В.);
- 2002 — Народний ансамбль спортивного бального танцю «Сузір'я Лева» Палацу культури ВАТ «Росава» (кер. Жилко Р. Ю.); Степко Олена Анатоліївна, студентка 3 курсу агрономічного факультету Білоцерківського державного аграрного університету, виконавиця сучасних естрадних та народних українських пісень;
- 2003 — Мартинчук Вероніка Миколаївна, учениця 5-го (9-го) класу гімназії № 1, вихованка музичної студії ЦТДЮ «Соняшник»; Паламарчук Світлана Ігорівна, майстер художньої вишивки;
- 2004 — Команда КВН «Титанік» Технолого-економічного коледжу Білоцерківського державного аграрного університету (директор команди Єрохіна Н. М.); Дитячий хор «Світанок» Білоцерківської музичної школи-ліцею № 3 (керівник хору Котова І. А.);
- 2005 — Дьяков Сергій Михайлович, художник-аматор, берестяник; Корж Анастасія Іванівна, молодий літератор, вихованка літературної студії «Первоцвіт» Центру творчості дітей та юнацтва «Соняшник»;
- 2006 — Мамонова Наталія Миколаївна, викладач хореографії Білоцерківської школи мистецтв № 4, керівник хореографічного колективу «Росава»; Шестерняк-Саливінська Людмила Володимирівна, виконавиця сучасних естрадних та народних пісень, автор власних творів;
- 2007 — Гаврилюк Ольга, керівник зразкового вокального ансамблю «Співограй» ЦТДЮ «Соняшник»; Курило Олеся — графік, старший науковий співробітник Білоцерківського краєзнавчого музею;
- 2008 — Мордатенко Кость, поет (збірки поезій «Рахманський Великдень», «Тридцатое февраля»); Танцювальний ансамбль «Белісімо»;
- 2009 — Войтов Валерій Володимирович, актор Київського обласного музично-драматичного театру ім. П. К. Саксаганського; Янчук Мирослава Володимирівна, завідувачка бібліотеки-філії № 5, молодого художника;
- 2010 — Василенко М., скульптор-художник; Тіщенко В., поетеса;
- 2011 — Соловйов Руслан Анатолійович, поет, композитор, музикант; Тетерук Олена Анатоліївна, артистка драми Київського академічного обласного музично-драматичного театру ім. П. К. Саксаганського;
- 2012 — Антонюк А., поет, за поетичну збірку «Птахи прилетять без весни»; Народний ансамблю танцю «Ровесник» Білоцерківського будинку художньої творчості (керівник — В. Нікітчук)
- 2013  — Тетяна Виговська, журналістка. за публікації останнього року в  засобах масової інформації. Юрій Гай, прозаїк, за книгу «Психотерапевт» (8 [Архівовано 8 квітня 2014 у Wayback Machine.]);
- 2015 — Лоцман Руслана Олександрівна, співачка, Заслужена артистка України.
- 2022 - Овчарова Маргарита, артистка драми КП КОР «Київський академічний обласний музично-драматичний театр ім. П.К. Саксаганського» - за творчі здобутки на ниві театрального мистецтва та активну громадську діяльність; Растівський Ігор, поет, студент театрального факультету Київського Національного університету культури та мистецтв - за поетичні твори 2022 року та активну громадську діяльність.